# Горицький Віктор Михайлович
Горицький Віктор Михайлович (нар. 28 квітня 1956 в смт Добрянка, Чернігівської обл.) – доктор технічних наук, професор, заслужений діяч науки і техніки України, з березня 2020 року в.о. директора Державного підприємства «Державний автотранспортний науково-дослідний і проектний інститут» (з серпня 2020 року – директор). Із грудня 2015 року до листопада 2019 року – голова Національного агентства з акредитації України (попередньо – радник, заступник Голови).
Із січня 2001 до березня 2008 року очолював провідну галузеву інституцію України “Український інститут із проектування і розвитку інформаційно-комунікаційної інфраструктури “Діпрозв’язок”. Протягом 2001 року був директором Первинної мережі ВАТ “Укртелеком”. До 2001 року служив у лавах ЗСУ (пішов у відставку у званні полковника військ зв’язку, з правом носіння форми).

## Життєпис, досвід служби та роботи
Віктор Горицький народився 28 квітня 1956 року смт Добрянка, Ріпкинський район, Чернігівська область. 
Отримав вищу інженерну освіту. Закінчив Київське вище військове інженерне училище зв’язку ім. М. І. Калініна за спеціальністю “електрозв’язок” (1979).
Вищу військову освіту за спеціальністю “інженер систем і засобів зв’язку” отримав, закінчивши Військову академію зв’язку (м. Санкт-Петербург, 1983 рік). У цей час почалася кар’єра науковця.
У 1986 році успішно захистив дисертацію кандидата технічних наук за спеціальністю “Системи управління та зв’язок”.
У 1999 році здобув вчений ступінь доктора технічних наук за тією ж науковою спеціальністю.
У 2001 році отримує вчене звання професора кафедри “захисту інформації”.
У 2008 році закінчив Міжнародну академію управління персоналом за спеціальністю «економіка та управління бізнесом» (м. Київ), отримав ступінь магістра управління бізнесом.
Загалом досвід служби та роботи можна поділити на декілька періодів.
1974 – 2001 роки – служба в Збройних силах (СРСР та України) на різних посадах. Військове звання – полковник;
1986 – 1993 роки – викладач (1986), старший викладач (1989), заступник начальника кафедри (1990), начальник (квітень 1993) кафедри №10 «Техніки автоматичного засекречування зв’язку» у Київському вищому військовому інженерному училищі зв’язку (КВВІУЗ);

1993 – 2001 роки – начальник факультету №6 “Безпеки інформації” Київського військового інституту управління і зв’язку (КВІУЗ), який створював на базі кафедри №10 та очолював до 2001 року, коли на базі вже факультету №6 був створений Інститут спеціального зв’язку та захисту інформації Національного технічного університету України “Київський політехнічний інститут імені Ігоря Сікорського”
*Довідка
Після здобуття Україною незалежності відповідно до постанови Кабінету Міністрів України від 19 серпня 1992 року № 490 та враховуючи значний внесок кафедри № 10 у підготовку в державі фахівців з урядового зв'язку та захисту інформації при реформуванні КВВІУЗ у Київський військовий інститут управління і зв'язку (КВІУЗ) на базі кафедри № 10 і курсантських підрозділів факультету № 2 КВВІУЗ у серпні 1992 року був утворений факультет № 6 КВІУЗ, який ввійшов до своєї майже 10-річної історії під основною назвою «Безпеки інформації», хоча деякий час мав назви «Спеціального зв'язку», «Засекреченого зв'язку».
Протягом 2001 року працював на посаді директора філії «Дирекція первинної мережі» (ДПМ) ВАТ “Укртелеком” з чисельністю персоналу понад 8000 працівників.

2001 – 2008 роки – Голова правління ВАТ (зараз ПрАТ) “Український інститут по проектуванню засобів та споруд зв’язку “Діпрозв’язок”, чисельністю персоналу на той час – більше 700 працівників.*
*Довідка
ПрАТ «Діпрозв’язок» — провідна науково-технічна установа з питань реалізації державної політики в галузі зв’язку та інформаційно-комунікаційних технологій. Вона має стратегічне значення для економіки та безпеки України, сприяє створенню й розвитку національної інформаційно-комунікаційної інфраструктури, виконує за державним оборонним замовленням проєкти будівництва і розвитку стратегічних мереж зв’язку: Національної телекомунікаційної мережі (НТМ) та її транспортної платформи (ТП НТМ), оптичного, супутникового, мобілізаційного, радіосегменту ТП НТМ. ПрАТ "Український інститут із проектування і розвитку інформаційно-комунікаційної інфраструктури".
2008 – 2009 роки –  професор Одеської національної академії зв’язку ім. О. С. Попова.
2009 – 2010 роки – заступник Голови Національного агентства з акредитації України (НААУ)
У листопаді 2010 року Указом Президента України призначений на посаду заступника Голови Державного комітету України з питань науки, інновацій та інформатизації
Розпочинається діяльність в Національному агентстві з акредитації України (НААУ).
2010 – 2013 роки – заступник Голови Національного агентства з акредитації України;
Із серпня до грудня 2015 року – виконуючий обов’язки Голови Національного агентства з акредитації України;
Із грудня 2015 року до листопада 2019 року – Голова Національного агентства з акредитації України.
У цей період НААУ було досягнуто визнання у вигляді відповідних Угод з двома основними організаціями з акредитації у сфері оцінки відповідності:
•     Угода про взаємне визнання з ILAC (ILAC Mutual Recognition Arrangement);
•     Багатостороння Угода про визнання з IAF (IAF Multilateral Arrangement).
Професійні сертифікати у сфері акредитації:
- Сертифікований головний аудитор з акредитації органів з сертифікації продукції, процесів та послуг на відповідність вимогам ISO/IEC 17065:2012;
- Сертифікований головний аудитор з акредитації випробувальних лабораторій на відповідність вимогам ISO/IEC 17025:2017;
- Сертифікований головний аудитор з акредитації органів сертифікації систем менеджменту на відповідність вимогам ISO/IEC 17021:2011 (сфера діяльності: ISO 9001-системи управління якістю, ISO 27001-системи керування інформаційною безпекою).

Професійні сертифікати у сфері управління:
Лауреат міжнародної премії “Best Manager of the Year”, Сертифікат № 088, International Corporation of Social Partnership, Europe Business Assembly, Oxford, UK 2007.
Із березня 2020 року призначений на посаду в.о. директора ДП «ДержавтотрансНДІпроект». У серпні цього ж року став директором.
Від початку 2020  до кінця 2021 року ДП «ДержавтотрансНДІпроект»:

## Наукова діяльність
Окрім основної  діяльності в різні періоди протягом 1998 – 2023 років за сумісництвом був:
-       доцентом Кафедри засобів зв’язку факультету авіаційних і космічних систем Національного технічного університету України «Київський політехнічний інститут імені Ігоря Сікорського»;
-       професором Київського військового інституту телекомунікацій та інформатизації Національного технічного університету України «Київський політехнічний інститут імені Ігоря Сікорського»;
-       начальником Кафедри технічної експлуатації первинної мережі Головного навчального центру ВАТ “Укртелеком”;
-       професором Національного авіаційного університету;
-       професором Кафедри телекомунікаційних систем Інституту телекомунікаційних систем Національного технічного університету України «Київський політехнічний інститут імені Ігоря Сікорського»;
-       професором Одеської національної академії зв’язку імені О. С. Попова.
Керівник наукової школи. Під науковим керівництвом захищено 9 дисертацій на здобуття наукового ступеня кандидата технічних наук. 
Автор більше 120 наукових праць, винаходів та патентів. 
Керівник та співавтор 21 ДКР та НДР. 
Засновник технопарку «УкрІнфотех».

## Участь у міжнародних заходах
1993 – 1995 роки – участь експертом у робочій групі Експортно-технічного комітету при Кабінеті міністрів України (Україна – США);
2002 – 2005 роки – участь членом та керівником Робочої групи від України в підготовці та роботі Всесвітнього саміту на вищому рівні з питань інформаційного суспільства під егідою ООН – WSIS (Женева 2003 рік – Туніс 2005 рік)
2009 – 2019 роки – участь у міжнародних заходах у сфері акредитації органів з оцінки відповідності під егідою ЕА, ILAC та IAF (засідання комітетів та Генеральних асамблей ЕА, щорічні засідання ILAC та ІAF)

## Нагороди та відзнаки
1)     Заслужений діяч науки і техніки України, Указ Президента України №236/2019 від 17.05.2019.
2)     Почесна Грамота та медаль Верховної Ради України «За заслуги перед Українським народом». 13.07.2017 №448-к;
3)     Подяка Прем’єр-Міністра України (2012);
4)     Почесна відзнака Держспецзв'язку СБУ (2006);
5)     Грамота Голови СБУ (1997);
6)     Почесна відзнака «15 років спеціальному зв’язку України», Наказ Голови ДССЗЗІ України від 05.08.2007 р. №359-ОС;
7)     Почесний нагрудний знак начальника Генерального штабу – Головнокомандувача Збройних Сил України «За заслуги перед Збройними Силами України», наказ начальника Генерального штабу – Головнокомандувача Збройних Сил України від 09.10.2018 р. №639;
8)     Грамоти Державного департаменту з питань зв’язку Мінтрансзв’язку України (2005, 2007) – 2;
9)     Почесна відзнака «За заслуги в розвитку інформаційної сфери»  Державного комітету телебачення і радіомовлення України (2010);
10)  Медалі та грамоти Міністерства оборони СРСР та України (1974 – 2001)  – 14.
11)  Академік академії зв'язку України, відділення Міжнародної академії інформатизації, асоційованого члена ООН (2001);
12)  Диплом та пам’ятна медаль Національного проекту «Золота книга Української еліти» (2002);
13)  Почесна орденська відзнака «Суспільне визнання» 3 ст. (2003);
14)  Laureate of the International Award «Best Manager of the Year» (Лауреат міжнародної премії «Кращий менеджер року», Європейської Бізнес Асамблеї), Europe Business Assembly, Oxford, UK – 2007;
15)  Медаль Міждержавного комітету з питань метрології, стандартизації, сертифікації та акредитації, 28.05.2017 року.